# Dipleurina
Dipleurina är ett släkte av fjärilar som beskrevs av Chapman 1912. Dipleurina ingår i familjen mott.
Släktet innehåller bara arten Dipleurina lacustrata.